# Rio Muqui do Sul
Rio Muqui do Sul är ett vattendrag i Brasilien.   Det ligger i delstaten Espírito Santo, i den sydöstra delen av landet, 900 km sydost om huvudstaden Brasília.
Omgivningen kring Rio Muqui do Sul är huvudsakligen savann. Området är glesbefolkat, med 17 invånare per kvadratkilometer.